# Eduard Scherrer
Pour les articles homonymes, voir Scherrer.
Eduard Scherrer, né le 15 avril 1890 à Leysin et mort le 4 juillet 1972, est un bobeur suisse.

## Carrière
Eduard Scherrer participe aux Jeux olympiques de 1924 à Chamonix et remporte le titre olympique en bob à quatre, avec Alfred Neveu, Alfred Schläppi et Heinrich Schläppi.

## Palmarès

### Jeux Olympiques
- : médaillé d'or en bob à 4 aux JO 1924.